# Бой в Королевском лесу
Бой в Королевском лесу (польск. Bitwa w Lasach Królewskich) — один из боёв во время сражения под Млавой, произошедший 1 сентября 1939 между Яново и Кшиновлогой-Малой. В ходе этого боя столкнулись в ближнем бою кавалерийский отряд 1-й кавалерийской бригады немецкой армии и польский 11-й уланский легионерский полк Мазовецкой кавалерийской бригады.
По приказу польского командования перед армией «Модлин» была поставлена задача оборонять часть границы с Восточной Пруссией. Мазовецкая кавалерийская бригада должна была остановить наступление немцев на Пшасныш и Цеханув, прикрывая крыло главных оборонительных позиций под Млавой. Участок, обороняемый Мазовецкой кавалерийской бригадой 1 сентября, имел длину 22 километра, что вдвое больше, чем требовалось по уставу. 11-й уланский полк занял участок у Хозеля и Кшиновлоги-Малой.
1 сентября 1939 года немецкая 12-я пехотная дивизия и кавалерийские части 1-й кавалерийской бригады атаковали район, обороняемый 11-м уланским полком. Солдаты вермахта имели явное численное преимущество. Спешенные польские уланы в течение четырех часов отражали атаки противника, а затем, поддерживая порядок, отошли на вторую линию обороны. Артиллеристы 1-й конно-артиллерийского дивизиона отличились в боях, уничтожив несколько единиц бронетехники противника.
Разведывательные дозоры 11-го уланского полка действовали в районе Мушаки — Яново — Кшиновлога-Мала. Произошло несколько стычек с небольшими частями вермахта. На одной из лесных полян патруль четвертого эскадрона под командованием подпоручика Владислава Коссаковского наткнулся на группу немецких кавалеристов. Поляки продвигались вперед. Удивленные немцы начали сражаться, используя пики и сабли. Столкновение оказалось безрезультатным: несколько солдат вермахта были убиты и один из поляков тяжело ранен. Один из немецких кавалеристов попал в плен.
В первый день боев немцам не удалось прорвать линию обороны польских кавалеристов. На второй день войны поляки под угрозой окружения отошли на новые позиции. Потери с обеих сторон на этом участке были сравнительно небольшими.